# أنور كنان
أنور كنان (بالإسبانية: Anuar Kanan)‏ هو لاعب كرة قدم مكسيكي في مركز الهجوم، ولد في 8 أبريل 1995 في ولاية بويبلا في المكسيك. لعب مع نادي لاس فيغاس لايتس.

## وصلات خارجية
- أنور كنان على موقع قاعدة بيانات كرة القدم.إي يو (الإنجليزية)
- أنور كنان على موقع Soccerway.com (الإنجليزية)